# Шуляков, Александр Васильевич
Александр Васильевич Шуляков (род. 24 ноября 1965, пос. Белые Столбы, Московская область) — советский, российский офицер; генерал-майор полиции; Герой России (2000).

## Биография
Детство провёл в посёлке Черноголовка (Московская область). В 1983 году окончил среднюю школу № 75 города Электросталь.
В 1983—1987 годах учился в Ленинградском высшем артиллерийском командном училище имени Красного Октября, затем служил начальником разведки реактивного артдивизиона (Забайкальский военный округ), командиром взвода курсантов в том же училище.
C марта 1990 года — в органах КГБ СССР / Министерства безопасности РФ / Федеральной службы контрразведки / ФСБ России. В 1991 г. окончил Высшие курсы военной контрразведки КГБ СССР (Новосибирск), после чего служил оперуполномоченным в Особом отделе КГБ в мотострелковой дивизии и в мотострелковой бригаде (Ленинградский военный округ). С марта 1997 года — заместитель начальника Отдела ФСБ России по мотострелковой дивизии; с февраля 1998 года — начальник Отдела ФСБ России в войсковой части (Ленинградский военный округ).
Неоднократно был командирован в Чечню, Южную Осетию. В 1999—2000 годах в составе войсковой группировки российских войск «Запад» (со 138 ОМСБР , начальником отдела ФСБ РФ) участвовал в боевых действиях против боевиков и террористов в Чеченской республике.
Указом Президента Российской Федерации от 30 января 2000 года за мужество и героизм, проявленные при проведении антитеррористических операций в Чеченской Республике, подполковнику Шулякову Александру Васильевичу присвоено звание Героя Российской Федерации с вручением медали «Золотая Звезда».
С августа 2000 по декабрь 2006 года — заместитель начальника штаба в Управлении «Вымпел» Центра специального назначения ФСБ России.
С февраля 2007 по 2009 год — начальник Управления специального назначения 9-го департамента (специального и криминалистического обеспечения) ФСКН России, генерал-майор полиции.
С 2010 г. — заместитель по экономической безопасности генерального директора холдинга «Высокоточные комплексы».

## Награды
- медаль «Золотая Звезда» Героя России (30 января 2000; № 548)
- орден «За военные заслуги»
- медаль Суворова
- медали
- огнестрельное именное оружие (Приказ директора ФСБ России).

## Память
Имя А. Шулякова высечено на пилоне, установленном в честь земляков — Героев Российской Федерации (площадь Победы, Ногинск, Московская область).